# Hiroshige Yanagimoto
Hiroshige Yanagimoto (柳本 啓成, Yanagimoto Hiroshige, Higashiosaka, 15 oktober 1972) is een Japans voormalig voetballer die als verdediger speelde.

## Carrière
Hiroshige Yanagimoto speelde tussen 1991 en 2006 voor Sanfrecce Hiroshima, Gamba Osaka en Cerezo Osaka.

## Japans voetbalelftal
Hiroshige Yanagimoto debuteerde in 1995 in het Japans nationaal elftal en speelde 30 interlands.

## Statistieken
| Japans voetbalelftal | Japans voetbalelftal | Japans voetbalelftal |
| Jaar                 | Wed.                 | Dlp.                 |
| -------------------- | -------------------- | -------------------- |
| 1995                 | 12                   | 0                    |
| 1996                 | 13                   | 0                    |
| 1997                 | 5                    | 0                    |
| Totaal               | 30                   | 0                    |